# واتارو میساکا
واتارو «وات» میساکا (انگلیسی: Wataru Misaka; ۲۱ دسامبر ۱۹۲۳ – ۲۰ نوامبر ۲۰۱۹) بازیکن بسکتبال اهل ایالات متحده آمریکا بود.
از باشگاه‌هایی که در آن بازی کرده‌است می‌توان به نیویورک نیکس اشاره کرد.